# Asian Kung-Fu Generation/Diskografie
Diese Diskografie ist eine Übersicht über die musikalischen Werke der japanischen J-Rock-Band Asian Kung-Fu Generation. Den Schallplattenauszeichnungen zufolge hat sie bisher mehr als 3,3 Millionen Tonträger verkauft. Ihre erfolgreichste Veröffentlichung ist das Album Sol-Fa mit über 800.000 verkauften Einheiten. Die Band steht bei Ki/oon Music unter Vertrag. Mehrere Alben erschienen in Deutschland bei Gan-Shin.

## Alben

### Studioalben
| Jahr | Titel Musiklabel                            | Höchstplatzierung, Gesamtwochen, AuszeichnungChartsChartplatzierungen (Jahr, Titel, Musiklabel, Platzierungen, Wochen, Auszeichnungen, Anmerkungen) | Anmerkungen                                                     |
| Jahr | Titel Musiklabel                            | JP | Anmerkungen                                                     |
| ---- | ------------------------------------------- | --- | --------------------------------------------------------------- |
| 2003 | Kimi Tsunagi Five M Ki/oon Music            | JP5 Platin · (93 Wo.)JP | Erstveröffentlichung: 19. November 2003 Verkäufe JP: + 350.000  |
| 2004 | Sol-Fa Ki/oon Music und Tofu Records        | JP1 ×2Doppelplatin · (66 Wo.)JP | Erstveröffentlichung: 20. Oktober 2004 Verkäufe JP: + 630.000   |
| 2006 | Fanclub Ki/oon Music und Gan-shin           | JP3 Platin · (15 Wo.)JP | Erstveröffentlichung: 15. März 2006 Verkäufe JP: + 260.000      |
| 2008 | World World World Ki/oon Music              | JP1 Gold · (16 Wo.)JP | Erstveröffentlichung: 5. März 2008 Verkäufe JP: + 165.000       |
| 2008 | Surf Buganko Kamakura Ki/oon Music          | JP2 Gold · (12 Wo.)JP | Erstveröffentlichung: 26. November 2008 Verkäufe JP: + 100.000  |
| 2010 | Magic Disk Ki/oon Music                     | JP2 (17 Wo.)JP | Erstveröffentlichung: 23. Juni 2010 Verkäufe JP: + 135.000      |
| 2012 | Landmark Ki/oon Music                       | JP4 Gold · (14 Wo.)JP | Erstveröffentlichung: 12. September 2012 Verkäufe JP: + 120.000 |
| 2015 | Wonder Future Ki/oon Music                  | JP4 (14 Wo.)JP | Erstveröffentlichung: 27. Mai 2015                              |
| 2016 | Sol-fa 2016 Ki/oon Music                    | JP4 (9 Wo.)JP | Erstveröffentlichung: 30. November 2016                         |
| 2018 | Hometown Ki/oon Music                       | JP7 (13 Wo.)JP | Erstveröffentlichung: 5. Dezember 2018                          |
| 2022 | Planet Folks Ki/oon Music                   | JP12 (12 Wo.)JP | Erstveröffentlichung: 30. März 2022 Verkäufe JP: + 9.169        |
| 2023 | Surf Bungaku Kamakura Complete Ki/oon Music | JP5 (8 Wo.)JP | Erstveröffentlichung: 5. Juli 2023                              |

### Kompilationen
| Jahr | Titel Musiklabel                                             | Höchstplatzierung, Gesamtwochen, AuszeichnungChartsChartplatzierungen (Jahr, Titel, Musiklabel, Platzierungen, Wochen, Auszeichnungen, Anmerkungen) | Anmerkungen                                                    |
| Jahr | Titel Musiklabel                                             | JP | Anmerkungen                                                    |
| ---- | ------------------------------------------------------------ | --- | -------------------------------------------------------------- |
| 2005 | Nano-Mugen Compilation Ki/oon Music                          | — | Erstveröffentlichung: 8. Juni 2005 Verkäufe JP: + 50.000       |
| 2006 | Nano-Mugen Compilation 2006 Ki/oon Music                     | — | Erstveröffentlichung: 5. Juli 2006 Verkäufe JP: + 35.000       |
| 2006 | Feedback File Ki/oon Music                                   | JP3 Gold · (13 Wo.)JP | Erstveröffentlichung: 25. Oktober 2006 Verkäufe JP: + 140.000  |
| 2008 | Nano-Mugen Compilation 2008 Ki/oon Music                     | — | Erstveröffentlichung: 9. Juli 2008 Verkäufe JP: + 15.000       |
| 2009 | Nano-Mugen Compilation 2009 Ki/oon Music                     | — | Erstveröffentlichung: 1. Juli 2009 Verkäufe JP: + 15.000       |
| 2011 | Nano-Mugen Compilation 2011 Ki/oon Music und Tsutaya Records | — | Erstveröffentlichung: 29. Juni 2011 Verkäufe JP: + 10.000      |
| 2012 | Best Hit AKG Ki/oon Music                                    | JP1 Gold · (38 Wo.)JP | Erstveröffentlichung: 18. Januar 2012 Verkäufe JP: + 150.000   |
| 2012 | Nano-Mugen Compilation 2012 Ki/oon Music                     | — | Erstveröffentlichung: 27. Juni 2012 Verkäufe JP: + 5.000       |
| 2013 | Nano-Mugen Compilation 2013 Ki/oon Music                     | — | Erstveröffentlichung: 5. Juni 2013 Verkäufe JP: + 5.000        |
| 2013 | The Recording at NHK CR-509 Studio Ki/oon Music              | JP9 (7 Wo.)JP | Erstveröffentlichung: 11. September 2013 Verkäufe JP: + 15.000 |
| 2014 | Feedback File 2 Ki/oon Music                                 | JP6 (11 Wo.)JP | Erstveröffentlichung: 26. Februar 2014 Verkäufe JP: + 30.000   |
| 2014 | Nano-Mugen Compilation 2014 Ki/oon Music                     | JP6 (11 Wo.)JP | Erstveröffentlichung: 25. Juni 2014                            |
| 2017 | AKG Box – 20th Anniversary Edition Ki/oon Music              | JP35 (2 Wo.)JP | Erstveröffentlichung: 29. März 2017                            |
| 2018 | Best Hit AKG 2 (2012–2018) Ki/oon Music                      | JP9 (8 Wo.)JP | Erstveröffentlichung: 28. März 2018                            |
| 2018 | Best Hit AKG Official Bootleg "HONE" Ki/oon Music            | JP34 (3 Wo.)JP | Erstveröffentlichung: 28. März 2018                            |
| 2018 | Best Hit AKG Official Bootleg "IMO" Ki/oon Music             | JP35 (3 Wo.)JP | Erstveröffentlichung: 28. März 2018                            |
| 2024 | Single Collection Ki/oon Music                               | JP13 (7 Wo.)JP | Erstveröffentlichung: 31. Juli 2024                            |

### EPs
| Jahr | Titel Musiklabel                                         | Höchstplatzierung, Gesamtwochen, AuszeichnungChartsChartplatzierungen (Jahr, Titel, Musiklabel, Platzierungen, Wochen, Auszeichnungen, Anmerkungen) | Anmerkungen                                                    |
| Jahr | Titel Musiklabel                                         | JP | Anmerkungen                                                    |
| ---- | -------------------------------------------------------- | --- | -------------------------------------------------------------- |
| 2000 | Caramelman and Asian Kung-Fu Generation Selbstverlag     | — | Erstveröffentlichung: 2000                                     |
| 2000 | The Time Past and I Could Not See You Again Selbstverlag | — | Erstveröffentlichung: 2000                                     |
| 2001 | I’m Standing Here selbstveröffentlicht                   | — | Erstveröffentlichung: 30. November 2001                        |
| 2002 | Hōkai Amplifier Under Flower und Ki/oon Music            | JP45 Platin · (105 Wo.)JP | Erstveröffentlichung: 25. November 2002 Verkäufe JP: + 250.000 |
| 2008 | Mada Minu Ashita ni Ki/oon Music                         | JP2 Gold · (10 Wo.)JP | Erstveröffentlichung: 11. Juni 2008 Verkäufe JP: + 100.000     |
| 2018 | Can’t Sleep EP Ki/oon Music                              | — | Erstveröffentlichung: 5. Dezember 2018                         |
| 2023 | Surf Bungaku Kamakura (Half Carton) Ki/oon Music         | — | Erstveröffentlichung: 14. Juni 2023                            |

## Singles
| Jahr | Titel Album                                         | Höchstplatzierung, Gesamtwochen, AuszeichnungChartsChartplatzierungen (Jahr, Titel, Album, Platzierungen, Wochen, Auszeichnungen, Anmerkungen) | Anmerkungen                                                   |
| Jahr | Titel Album                                         | JP | Anmerkungen                                                   |
| ---- | --------------------------------------------------- | --- | ------------------------------------------------------------- |
| 2003 | Kimi to Iu Hana Kimi Tsunagi Five M                 | JP34 Gold (Digital) · (18 Wo.)JP | Erstveröffentlichung: 8. August 2003                          |
| 2003 | Mirai no Kakera Kimi Tsunagi Five M                 | JP14 Gold (Digital) · (16 Wo.)JP | Erstveröffentlichung: 16. Oktober 2003                        |
| 2004 | Siren Sol-fa                                        | JP2 (20 Wo.)JP | Erstveröffentlichung: 14. April 2004                          |
| 2004 | Loop & Loop Sol-fa                                  | JP8 Gold + Gold (Digital) · (22 Wo.)JP | Erstveröffentlichung: 19. Mai 2004                            |
| 2004 | Rewrite Sol-fa                                      | JP4 Gold + Platin (Digital) · (15 Wo.)JP | Erstveröffentlichung: 4. August 2004 · + JP: Gold (Streaming) |
| 2004 | Kimi no Machi Made Sol-fa                           | JP3 Gold · (8 Wo.)JP | Erstveröffentlichung: 23. September 2004                      |
| 2005 | Blue Train Fanclub                                  | JP5 Gold · (12 Wo.)JP | Erstveröffentlichung: 30. November 2005                       |
| 2006 | World Apart Fanclub                                 | JP1 Gold · (7 Wo.)JP | Erstveröffentlichung: 15. Februar 2006                        |
| 2006 | Aru Machi no Gunjou World World World               | JP4 Gold (Digital) · (11 Wo.)JP | Erstveröffentlichung: 29. November 2006                       |
| 2007 | After Dark World World World                        | JP6 Gold (Mobile Downloads) · (15 Wo.)JP | Erstveröffentlichung: 7. November 2007                        |
| 2008 | Korogaru Iwa, Kimi ni Asa ga Furu World World World | JP6 (5 Wo.)JP | Erstveröffentlichung: 6. Februar 2008                         |
| 2008 | Fujisawa Loser Surf Buganku Kamakura                | JP6 (5 Wo.)JP | Erstveröffentlichung: 15. Oktober 2008                        |
| 2009 | Shinseiki no Love Song Magic Disk                   | JP4 (7 Wo.)JP | Erstveröffentlichung: 2. Dezember 2009                        |
| 2010 | Solanin Magic Disk                                  | JP3 Platin (Digital) + Gold (Streaming) · (13 Wo.)JP                                                                                           | Erstveröffentlichung: 31. März 2010                           |
| 2010 | Maigoinu to Ame no Beat Magic Disk                  | JP8 (6 Wo.)JP | Erstveröffentlichung: 26. Mai 2010                            |
| 2011 | Marching Band Best Hit AKG                          | JP9 (8 Wo.)JP | Erstveröffentlichung: 30. November 2011                       |
| 2012 | Kakato de Ai o Uchinarase Landmark                  | JP8 (6 Wo.)JP | Erstveröffentlichung: 11. April 2012                          |
| 2012 | Sore dewa, Mata Ashita Landmark                     | JP11 (7 Wo.)JP | Erstveröffentlichung: 25. Juli 2012                           |
| 2013 | Ima o Ikite Feedback File 2                         | JP10 (6 Wo.)JP | Erstveröffentlichung: 20. Februar 2013                        |
| 2015 | Easter Wonder Future                                | JP8 (5 Wo.)JP | Erstveröffentlichung: 18. März 2015                           |
| 2016 | Right Now Best Hit AKG 2                            | JP8 (6 Wo.)JP | Erstveröffentlichung: 6. Januar 2016                          |
| 2016 | Re:Re Sol-fa 2016                                   | JP9 (8 Wo.)JP | Erstveröffentlichung: 16. März 2016                           |
| 2016 | Blood Circulator Best Hit AKG 2                     | JP13 (5 Wo.)JP | Erstveröffentlichung: 13. Juli 2016                           |
| 2017 | Kouya wo Aruke Hometown                             | JP15 (7 Wo.)JP | Erstveröffentlichung: 29. März 2017                           |
| 2018 | Boys & Girls Hometown                               | JP18 (5 Wo.)JP | Erstveröffentlichung: 26. September 2018                      |
| 2019 | Dororo / Kaihōku Planet Folks                       | JP17 (6 Wo.)JP | Erstveröffentlichung: 15. Mai 2019                            |
| 2020 | Dialogue / Furetai Tashikametai Planet Folks        | JP9 (4 Wo.)JP | Erstveröffentlichung: 7. Oktober 2020                         |
| 2021 | Empathy Planet Folks                                | JP17 (9 Wo.)JP | Erstveröffentlichung: 4. August 2021                          |
| 2022 | Demachiyanagi Parallel Universe –                   | JP9 (5 Wo.)JP | Erstveröffentlichung: 28. September 2022                      |
| 2023 | Shukuen –                                           | JP14 (5 Wo.)JP | Erstveröffentlichung: 8. Februar 2023                         |
| 2025 | Life is Beautiful –                                 | JP16 (1 Wo.)JP | Erstveröffentlichung: 19. Februar 2025                        |

## Videoalben
| Jahr | Titel                       | Höchstplatzierung, Gesamtwochen, AuszeichnungChartsChartplatzierungen (Jahr, Titel, Platzierungen, Wochen, Auszeichnungen, Anmerkungen) | Anmerkungen                                                       |
| Jahr | Titel                       | JP | Anmerkungen                                                       |
| ---- | --------------------------- | --- | ----------------------------------------------------------------- |
| 2004 | Eizō Sakuhinshū Vol. 1      | JP8 (21 Wo.)JP | Erstveröffentlichung: 26. November 2004 UMD, DVD                  |
| 2005 | Eizō Sakuhinshū Vol. 2      | JP12 (16 Wo.)JP | Erstveröffentlichung: 20. April 2005 UMD, DVD                     |
| 2007 | Eizō Sakuhinshū Vol. 3      | JP8 (9 Wo.)JP | Erstveröffentlichung: 21. März 2007 DVD                           |
| 2008 | Eizō Sakuhinshū Vol. 4      | JP11 (9 Wo.)JP | Erstveröffentlichung: 26. März 2008 DVD                           |
| 2009 | Eizō Sakuhinshū Vol. 5      | JP20 (6 Wo.)JP | Erstveröffentlichung: 25. März 2009 DVD                           |
| 2009 | Eizō Sakuhinshū Vol. 6      | JP8 (5 Wo.)JP | Erstveröffentlichung: 7. Oktober 2009 2DVDs, Blu-ray              |
| 2011 | Eizō Sakuhinshū Vol. 7      | JP11 (5 Wo.)JP | Erstveröffentlichung: 19. Januar 2011 DVD                         |
| 2013 | Eizō Sakuhinshū Vol. 8      | JP13 (3 Wo.)JP | Erstveröffentlichung: 13. März 2013 2DVD, Blu-ray                 |
| 2014 | Eizō Sakuhinshū Vol. 9      | JP12 (3 Wo.)JP | Erstveröffentlichung: 12. März 2014 2DVD, Blu-ray                 |
| 2014 | Eizō Sakuhinshū Vol. 10     | JP14 (3 Wo.)JP | Erstveröffentlichung: 12. März 2014 2DVD, Blu-ray                 |
| 2016 | Eizō Sakuhinshū Vol. 11     | JP22 (2 Wo.)JP | Erstveröffentlichung: 6. Januar 2016 DVD, Blu-ray                 |
| 2016 | Eizō Sakuhinshū Vol. 12     | JP22 (3 Wo.)JP | Erstveröffentlichung: 16. März 2016 DVD, Blu-ray                  |
| 2017 | Eizō Sakuhinshū Vol. 13     | JP34 (2 Wo.)JP | Erstveröffentlichung: 29. November 2017 Blu-ray, Blu-ray+CD, 2DVD |
| 2018 | Eizō Sakuhinshū Vol. 14     | JP30 (2 Wo.)JP | Erstveröffentlichung: 31. Oktober 2018 Blu-ray, Blu-ray+CD, 2DVD  |
| 2019 | Eizō Sakuhinshū Vol. 15     | JP38 (2 Wo.)JP | Erstveröffentlichung: 4. Dezember 2019 Blu-ray, DVD               |
| 2020 | Nana-Iro Electric Tour 2019 | JP3 (5 Wo.)JP | Erstveröffentlichung: 5. August 2020 Blu-ray, DVD                 |
| 2021 | Eizō Sakuhinshū Vol. 16     | JP45 (1 Wo.)JP | Erstveröffentlichung: 23. Juni 2021 Blu-ray, DVD                  |
| 2021 | Eizō Sakuhinshū Vol. 17     | JP29 (1 Wo.)JP | Erstveröffentlichung: 4. August 2021 Blu-ray, DVD                 |
| 2022 | Eizō Sakuhinshū Vol. 18     | — | Erstveröffentlichung: 28. Dezember 2022 Blu-ray                   |
| 2023 | Eizō Sakuhinshū Vol. 19     | — | Erstveröffentlichung: 20. Dezember 2023 Blu-ray                   |

## Musikvideos
| Jahr | Titel                                     | Regisseur(e)                  |
| ---- | ----------------------------------------- | ----------------------------- |
| 2003 | Haruka Kanata                             | Toshikazu Miyano              |
| 2003 | Mirai no Kakera                           | Suguru Takiuchi               |
| 2003 | Kimi to Iu Hana                           | Toshiaki Toyoda               |
| 2004 | Siren                                     | Toshiaki Toyoda               |
| 2004 | Loop & Loop                               | Kazuyoshi Oku & Masafumi Gotō |
| 2004 | Rewrite                                   | Kazuyoshi Oku                 |
| 2004 | Kimi no Machi Mate                        | Daisuke Shibata               |
| 2005 | Blackout                                  | Daisuke Shibata               |
| 2005 | Blue Train                                | Kazuyoshi Oku                 |
| 2006 | World Apart                               | Nobuyuki Matsukawa            |
| 2006 | Jūni Shinhō no Yūkei                      | Tetsurō Takeuchi              |
| 2006 | Kaiga Kyōshitsu                           | Masakazu Fukatsu & POU        |
| 2006 | Aru Machi no Gunjō                        | Hideaki Sunaga                |
| 2007 | After Dark                                | Tadashi Tsukagoshi            |
| 2008 | Korogaru Iwa, Kimi ni Asa ga Furu         | Kazuyoshi Oku                 |
| 2008 | Atarashii Sekai                           | Kazuto Nakazawa               |
| 2008 | Mustang                                   | Masatsugo Nagasoe             |
| 2008 | Natsusemi                                 | Hideaki Sunaga                |
| 2008 | Fujisawa Lover                            | Naoto Nakanishi               |
| 2009 | Yoru no Call                              | Manjot Bedi                   |
| 2009 | Shinseiki no Love Song                    | Erī Ōmiya                     |
| 2010 | Solanin                                   | Takahiro Miki                 |
| 2010 | Maigoino to Ame no Beat                   | Daisuke Shimada               |
| 2010 | Magic Disk                                | Takahiro Miki                 |
| 2011 | All Right Part 2                          | Kazuaki Seki                  |
| 2011 | Marching Band                             | Sojiro Kamatani               |
| 2012 | Kakato de Ai o Uchinarase                 | Kazuaki Seki                  |
| 2012 | Yoru wo Koete                             | Masakazu Fukatsu              |
| 2012 | Sore dewa, Mata Ashita                    |                               |
| 2012 | Bicycle Race                              | Hanba Jūichi                  |
| 2013 | Ima o Ikite                               | Okita Jūichi                  |
| 2013 | Loser                                     | Tsuruoka Masashiro            |
| 2014 | Rolling Stone                             | Seita Yamagishi               |
| 2014 | Standard                                  | Ōkita Masaki                  |
| 2015 | Easter                                    | Ōkita Masaki                  |
| 2015 | Planet of the Apes                        |                               |
| 2015 | Opera Glasses                             | Ōkita Masaki                  |
| 2016 | Right Now                                 | Isao Yukisada                 |
| 2016 | Re:Re                                     | Kazuyoshi Oku                 |
| 2016 | Rewrite                                   | Kazuyoshi Oku                 |
| 2016 | Blood Circulator                          | Masaki Ōkita                  |
| 2016 | Yuugure no Aka                            | Masaki Ōkita                  |
| 2017 | Kouya wo Aruke                            | Nakamura Hiroki               |
| 2018 | Seija no March                            | Masaki Ōkita                  |
| 2018 | Boys & Girls                              | Masaki Ōkita                  |
| 2018 | Hometown                                  | Masaki Ōkita                  |
| 2018 | Haikyo no Kioku                           | Masaki Ōkita                  |
| 2018 | UCLA                                      | Mitsuaki Matsunaga            |
| 2018 | Rainbow Flag                              | Tatsuro Kumaki                |
| 2018 | Motor Pool                                | Norie Enokizono               |
| 2019 | Sleep                                     | Jun Ōshima                    |
| 2019 | Dororo                                    | Hiroteru Matsuda              |
| 2019 | Kaihōku                                   | Masaki Ōkita                  |
| 2020 | Furetai Tashikametai                      |                               |
| 2020 | Dialogue                                  | Masaki Ōkita                  |
| 2021 | Empathy                                   | Naokazu Mitsuishi             |
| 2021 | Flowers                                   | Takuya Katsumi                |
| 2022 | You To You                                | Masaki Ōkita                  |
| 2022 | De Arriba                                 | Daisuke Kitayama              |
| 2022 | Demachiyanagi Parallel Universe           | Yoshiyuki Shimada             |
| 2022 | Hoshi no Yoru, Hikari no Machi            | Tatsuhiko Nakahara            |
| 2023 | Shukuen                                   | Kazuhiko Hiramaki             |
| 2023 | Beautiful Stars                           | Atsuri Toshi                  |
| 2023 | Nishikata Coast Story                     | Naito Iba                     |
| 2023 | Enoshima Escar                            | Naito Iba                     |
| 2023 | Enoshima Escar (Band Edition)             | Naito Iba                     |
| 2024 | Haruka Kanata (2024 Version) Live Edition |                               |

## Statistik

### Chartauswertung
|                     | JP     |
| ------------------- | ------ |
| Nummer-eins-Alben   | JP3JP  |
| Top-10-Alben        | JP18JP |
| Alben in den Charts | JP24JP |

|                       | JP     |
| --------------------- | ------ |
| Nummer-eins-Singles   | JP1JP  |
| Top-10-Singles        | JP21JP |
| Singles in den Charts | JP31JP |

|                          | JP     |
| ------------------------ | ------ |
| Nummer-eins-Videoalben   | JP—JP  |
| Top-10-Videoalben        | JP4JP  |
| Videoalben in den Charts | JP18JP |

### Auszeichnungen für Musikverkäufe
Anmerkung: Auszeichnungen in Ländern aus den Charttabellen bzw. Chartboxen sind in ebendiesen zu finden.
| Land/RegionAuszeichnungen für Musikverkäufe (Land/Region, Auszeichnungen, Verkäufe, Quellen) | Gold       | Platin     | Verkäufe  | Quellen            |
| -------------------------------------------------------------------------------------------- | ---------- | ---------- | --------- | ------------------ |
| Japan (RIAJ)                                                                                 | 18× Gold18 | 7× Platin7 | 3.350.000 | riaj.or.jp JP2 JP3 |
| Insgesamt                                                                                    | 18× Gold18 | 7× Platin7 |           |                    |